# Nordafrikanische Küche

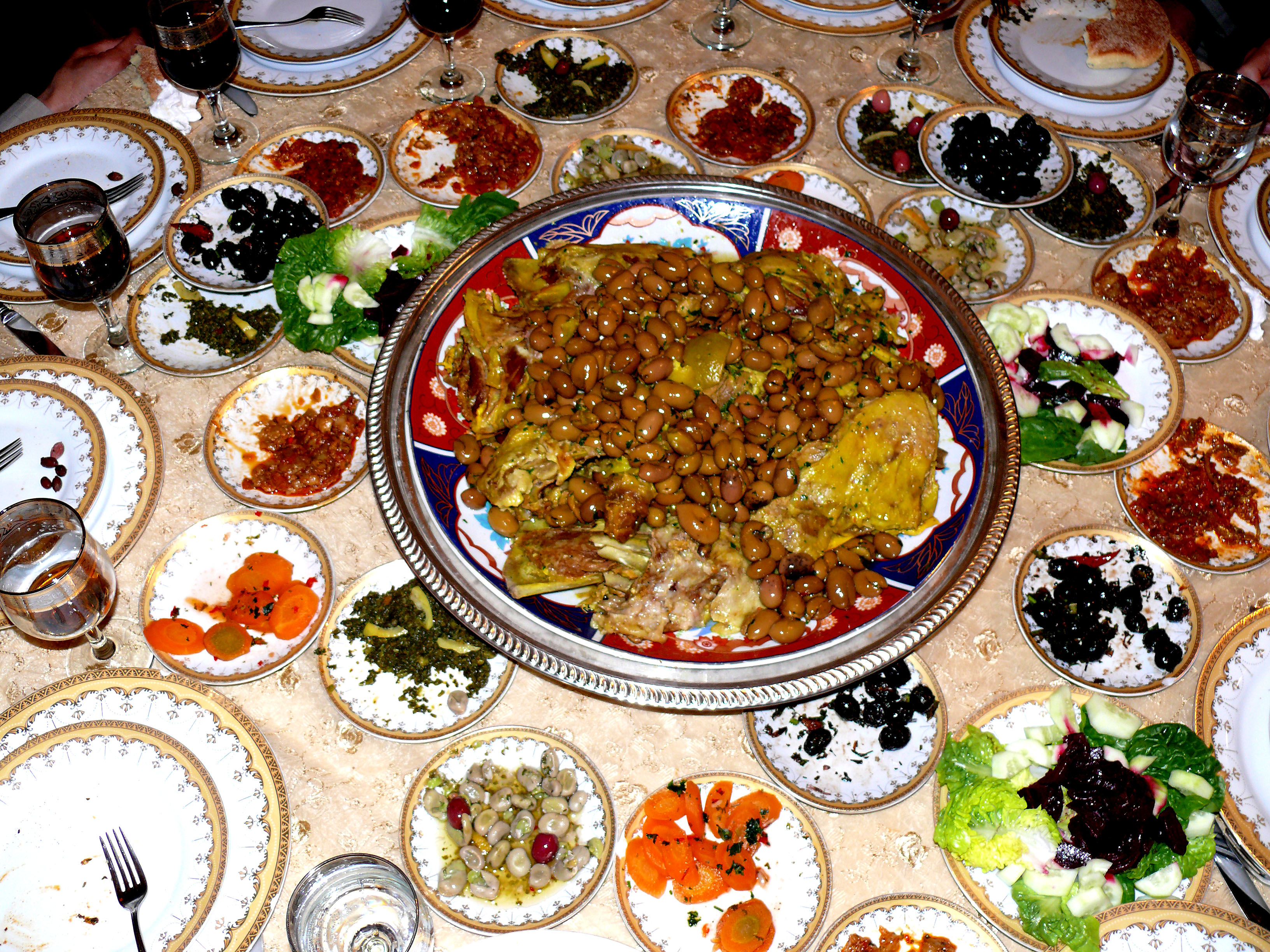
Abendessen in Marokko: geschmortes Fleisch aus der Tajine, hier mit Oliven, (in der Mitte) sowie kleine Teller mit sogenannten Mezze, d. h. geschmorten Gemüsen, Oliven, Salaten etc.

Als nordafrikanische Küche bezeichnet man in der Regel die Küche des Maghreb, das heißt Marokkos, Algeriens, Tunesiens sowie Libyens und Mauretaniens. Die ägyptische Küche wird meist gesondert betrachtet.
Typische Bestandteile der nordafrikanischen Küche sind Speisefische, auch Meeresfrüchte, Huhn (früher auch Taube), Schaf- und Lammfleisch, Datteln, Mandeln, Oliven, zahlreiche Gemüse, Weintrauben und Rosinen sowie anderes Obst, Kichererbsen und weitere Hülsenfrüchte. Eintopfgerichte mit flüssiger Konsistenz werden oft zu Couscous gereicht. Dieser ist das im Ausland bekannteste nordafrikanische Gericht.
Eine beliebte Vorspeise sind frische, aber auch geschmorte Salate. Als Hauptgericht sind Schmorgerichte wie beispielsweise Tajines und gegrillte Fleischspieße (Mechoui aus schierem Fleisch, Filet u. ä. oder gewürztem Hackfleisch) üblich.
Die meisten nordafrikanischen Gerichte sind stark gewürzt. Dabei spielt Schärfe jedoch eine untergeordnete Rolle. Stattdessen wird vor allem mit Kreuzkümmel, Zimt, Ingwer, Muskat, Safran, Kurkuma und Paprika abgeschmeckt. Frische Petersilie, Pfefferminze und Nanaminze sowie Koriander werden ebenfalls verwendet und feingehackt und roh über die Gerichte gestreut. Besonders in Marokko sind außerdem Salzzitronen eine wichtige Zutat, die in geringen Mengen mitgeschmort wird. Auch Backpflaumen werden einigen Fleischgerichten zugesetzt. Breite Verwendung finden Gewürzmischungen wie Ras el-Hanout und Baharat und die scharfe Chilipaste Harissa, die in der Regel getrennt gereicht, jedoch nicht mitgekocht wird.
Im Gegensatz zur levantinisch-arabischen Küche sind Joghurt als Beigabe zu Fleisch und Reis sowie die im Ausland insbesondere aus der libanesischen Küche bekannten mit Zitronensaft, Olivenöl und Knoblauch abgeschmeckten Kichererbsen- und Sesam-Pasten nicht üblich. Auch Falafel ist in der traditionellen nordafrikanischen Küche unbekannt.
Zum Hauptgang werden Fladenbrote gereicht, die in vielen Familien das Essbesteck ersetzen. Fleischstücke u. ä. werden mit einem Stück Brot, das zangenartig zwischen Daumen und Zeige- und Mittelfinger gehalten wird, aufgenommen, zum Mund geführt und mit dem Brot verzehrt. Auch baguetteähnliches Brot ist aufgrund des anhaltenden französischen Kultureinflusses verbreitet.
Als Abschluss einer arabischen Mahlzeit kommen süße, oft honiggetränkte Desserts auf den Tisch.
Zu den Mahlzeiten werden in den nordafrikanischen Ländern Wasser, Mineralwasser und Fruchtsaft, heutzutage oft auch Cola, Fanta und andere industriell hergestellte Limonaden getrunken; alkoholische Getränke werden hingegen selten serviert. In einigen Ländern (Marokko, Tunesien, Algerien) wird Wein hergestellt, dessen Genuss jedoch den Speisevorschriften des Islams widerspricht und von gläubigen Menschen abgelehnt wird. Zum Dessert wird der für die Region typische Tee mit Nanaminze gereicht, der aus heißem Wasser, viel frischer Minze, grünem Tee und reichlich Zucker gekocht wird (siehe Maghrebinische Teekultur).